# Latvijas Orientēšanās Federācija

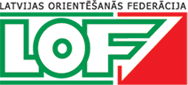
LOF-Logo

Der Lettische Orientierungslaufverband (lettisch Latvijas Orientēšanās Federācija, LOF) ist der nationale Orientierungslaufdachverband Lettlands. Er wurde 1963 gegründet und ist Mitglied des Internationalen Orientierungslaufverbandes (IOF).

## Geschichte
Der erste Orientierungslaufwettbewerb in Lettland fand 1936 statt. Ab Ende der 1950er Jahre wurden in der Sowjetrepublik regelmäßig Wettkämpfe ausgetragen und 1963 kam es schließlich zur Gründung der LOF. 1991, nach der Unabhängigkeit Lettlands, wurde die LOF in die IOF aufgenommen.
2008 fanden in Ventspils mit den Europameisterschaften erstmals international bedeutende Meisterschaften im Orientierungslauf in Lettland statt. 2012 gewann Edgars Bertuks die erste Goldmedaille bei Orientierungslauf-Weltmeisterschaften für die LOF.

## Ausgetragene Veranstaltungen
Orientierungslauf:
- Orientierungslauf-Europameisterschaften 2008 in Ventspils

Ski-Orientierungslauf:
- Veteranen-Ski-Orientierungslauf-Weltmeisterschaften 2006 in Madona
- Junioren-Ski-Orientierungslauf-Weltmeisterschaften 2013 in Madona
- Veteranen-Ski-Orientierungslauf-Weltmeisterschaften 2013 in Madona
- Ski-Orientierungslauf-Europameisterschaften 2013 in Madona
- Jugend-Ski-Orientierungslauf-Europameisterschaften 2013 in Madona